# T-35
O T-35 foi um tanque pesado da União Soviética, desenvolvido no começo da década de 1930.
O carro de combate T-35 foi o primeiro verdadeiro tanque pesado a ser desenvolvido no mundo.
Resultado da aquisição através de espionagem de um conceito de carro de combate desenvolvido na Grã Bretanha no início dos anos 30, o veículo mostrou também o anacronismo e a inviabilidade do conceito do tanque com várias torres. O carro de combate com múltiplas armas foi visto como perfeitamente viável e lógico no final dos anos 20 e no início dos anos 30.
A ideia básica era a de ter num só veículo uma peça de artilharia de maior calibre mas menor velocidade de disparo, que pudesse ser utilizada para apoio da infantaria.
Além dessa, haveria uma outra arma de menor calibre mas com uma alta velocidade que permitiria perfurar a blindagem dos carros de combate inimigos.Este conceito foi aplicado ao longo dos anos 30 em veículos que resultaram no Char B1 francês ou no M3 Lee norte-americano.
Apesar do seu tamanho descomunal, com 5 canhões e 2 metralhadoras, era um tanque com pouca blindagem (1,2 polegadas) e muito propício a problemas mecânicos. O tanque, com 61 unidades produzidas em 1935, estava em serviço ainda na época da Operação Barbarossa, onde ainda 58 tanques estavam operacionais, sendo que foram quase todos perdidos, a maioria por falhas mecânicas, que tiveram que ser abandonadas. Já havia tanques mais modernos como o tanque médio T-34 e o mais pesado KV 1 em serviço na URSS na época, apesar desses serem uma pequena fatia da enorme força blindada soviética em 1939 era a maior da Europa e do mundo (20 mil tanques), sendo que as que se seguia era a francesa (3000 tanques) e a alemã (2500 tanques), mas era composta em sua maioria por tanques leves T-26 e BT-7 e o médio T-28, esses tanques leves estavam ultrapassados frente aos Panzer III e Panzer IV alemão, mesmo esse sendo uma pequena fatia de uma Panzerarmee que operava na maioria Panzer I e II e checos 38.